# Leksands Idrottsförening
Il Leksands IF Ishockey è la sezione di hockey su ghiaccio del club polisportivo Leksands IF con sede a Leksand, in Svezia.
Disputa i propri incontri casalinghi presso la Tegera Arena, impianto da 7.650 posti.

## Storia
Il club è stato fondato il 13 agosto 1919, ma la sezione hockeystica ha disputato il suo primo match il 16 gennaio 1938 per 11 a 0 battendo il Mora IK, squadra della vicina città omonima con cui vi è tuttora una sentita rivalità.
Dal 1951 fino al 2001 la formazione biancoblu ha giocato ininterrottamente nel massimo campionato svedese, conquistando anche 4 titoli nazionali tra gli anni sessanta e settanta. In altre 5 occasioni il Leksands IF fu vicecampione di Svezia.
Oltre al cinquantennio consecutivo disputato nel campionato di vertice, il Leksand ha militato in Elitserien anche dal 2002 al 2004, e nella stagione 2005–06. Un nuovo ritorno nella massima serie (nel frattempo ridenominata SHL) ci fu con l'annata 2013-14.

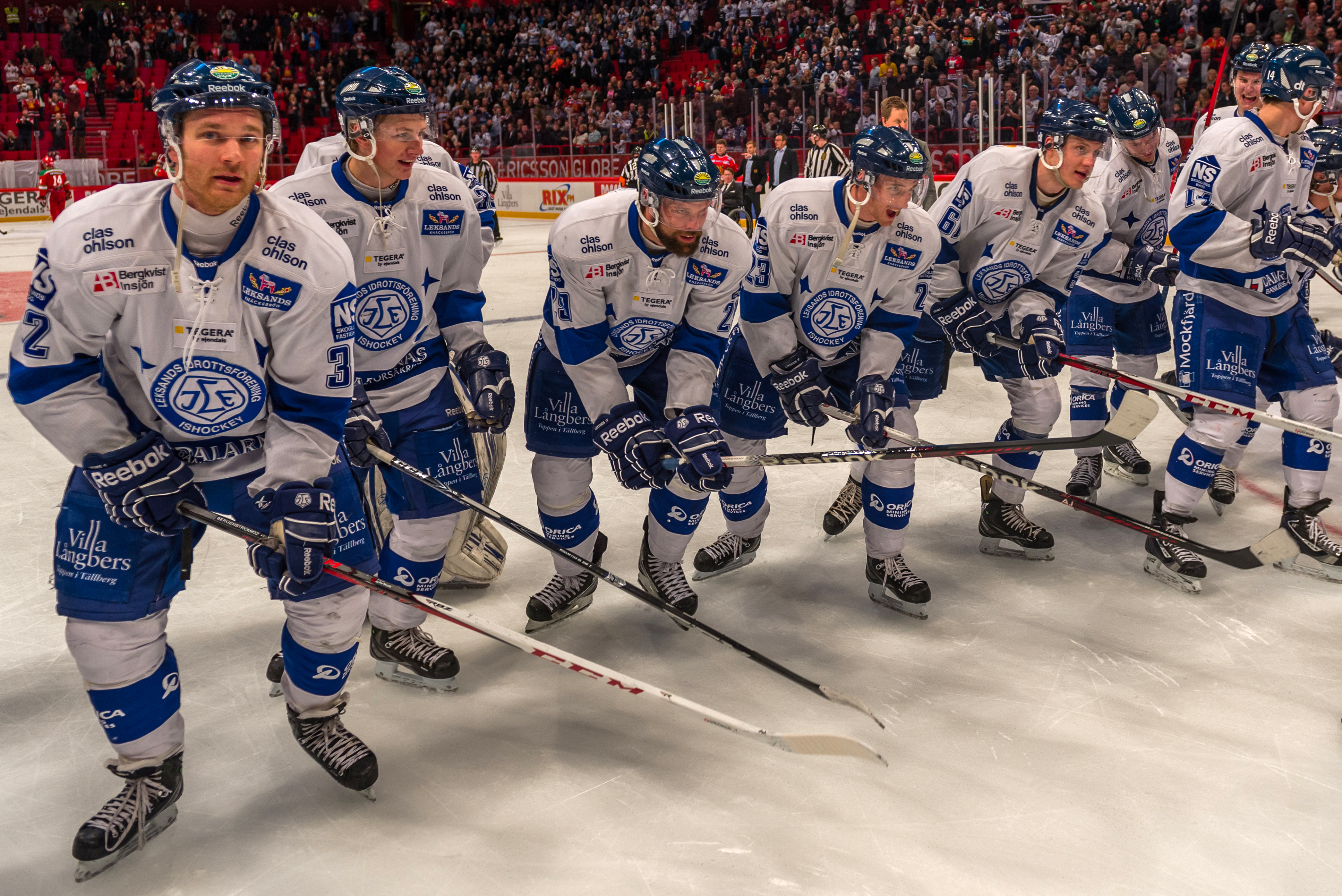
Festeggiamenti dopo una vittoria contro i rivali del Mora IK (2013)